# سيفر ورستد
سيفر ورستد (بالنرويجية: Syver Wærsted)‏ (و. 1996  م) هو راكب دراجة هوائية نرويجي، ولد في بورشغرون.

## سباقات أو مراحل فاز بها
| التاريخ        | السباق                                                 | المركز                                                                  |
| -------------- | ------------------------------------------------------ | ----------------------------------------------------------------------- |
| 14 مايو 2016   | 2016 Scandinavian Race Uppsala                         | الفائز في التصنيف العام                                                 |
| 10 يونيو 2017  | فيين روندت 2017                                        | المركز الثالث                                                           |
| 11 مارس 2018   | طواف رودس الدولي 2018                                  | الفائز في ترتيب النقاط للشباب، المركز الثالث                            |
| 06 مايو 2018   | رينجيريك جراند بريكس 2018                              | الفائز في التصنيف العام                                                 |
| 20 مايو 2018   | طواف النرويج 2018                                      | السابع في تصنيف أفضل شاب                                                |
| 12 سبتمبر 2020 | 2020 Course de Solidarność et des Champions Olympiques | الرابع في التصنيف العام، الرابع في تصنيف النقاط، السادس في تصنيف الجبال |
| 05 أغسطس 2022  | طواف بولندا 2022                                       | الخامس في تصنيف الجبال                                                  |

## روابط خارجية
- سيفر ورستد على موقع الاتحاد الدولي للدراجات (الإنجليزية)
- سيفر ورستد على موقع أرشيف الدراجات (الإنجليزية)
- سيفر ورستد على موقع إحصائيات الدراجات الإحترافية (الإنجليزية)
- سيفر ورستد على موقع نسبة الدراجات (الإنجليزية)